# RusVelo/2012
Deze pagina geeft een overzicht van de Team RusVelo-wielerploeg in 2012. Het team was dit seizoen een van de professionele continentale wielerploegen.

## Algemene gegevens
Algemeen manager: Heiko Salzwedel
Ploegleider: Andreas Lang, Egon van Kessel, Oleg Grisjkin
Fietsmerk: BMC

## Renners
| Naam                  | Geboortedatum | Nationaliteit | Ploeg 2011                     |
| --------------------- | ------------- | ------------- | ------------------------------ |
| Arkimedes Arguelyes   | 09-07-1988    | Rusland       | Katjoesja (wielerploeg)        |
| Aleksandr Chatoentsev | 11-02-1985    | Rusland       | Moscow (2010)                  |
| Sergei Firsanov       | 03-07-1982    | Rusland       | Itera-Katjoesja                |
| Artoer Jersjov        | 07-03-1990    | Rusland       | Lokomotiv (2009)               |
| Nikita Jeskov         | 23-01-1983    | Rusland       | Katjoesja (wielerploeg) (2010) |
| valeri Kajkov         | 07-05-1988    | Rusland       | Lokomotiv (2009)               |
| Sergej Klimov         | 07-07-1980    | Rusland       | Katjoesja (wielerploeg) (2010) |
| Ivan Kovalev          | 26-07-1986    | Rusland       | Moscow (2010)                  |
| Jevgeni Kovalev       | 06-03-1989    | Rusland       | Itera-Katjoesja                |
| Dmitri Kozontsjoek    | 05-04-1984    | Rusland       | Geox-TMC                       |
| Leonid Krasnov        | 24-01-1988    | Rusland       | Itera-Katjoesja                |
| Aleksej Markov        | 26-05-1979    | Rusland       | Katjoesja (wielerploeg) (2009) |
| Aleksandr Mironov     | 22-01-1984    | Rusland       | Katjoesja (wielerploeg)        |
| Artem Ovetsjkin       | 11-07-1986    | Rusland       | Katjoesja (wielerploeg)        |
| Ivan Rovny            | 30-09-1987    | Rusland       | Team RadioShack                |
| Ivan Savitski         | 06-03-1992    | Rusland       | Neoprof                        |
| Aleksandr Serov       | 12-11-1982    | Rusland       | Katjoesja (wielerploeg) (2009) |
| Nikolaj Troesov       | 02-07-1985    | Rusland       | Katjoesja (wielerploeg)        |
| Valeri Valinin        | 10-12-1986    | Rusland       | Moscow (2009)                  |
| Matvej Zoebov         | 22-01-1991    | Rusland       | Neoprof (Katjoesja U21)        |

## Belangrijke overwinningen
| Ronde van Murcia 2e etappe: Aleksandr Serov Ronde van Madrid 1e etappe: Sergei Firsanov Eindklassement: Sergei Firsanov Ronde van het Qinghaimeer 8e etappe: Artur Ersjov Ronde van Hainan 1e etappe: Leonid Krasnov |

2012 · 2013 · 2014 · 2015 · 2016 · 2022